# Marroca
Marroca est une nouvelle de Guy de Maupassant, parue en 1882.

## Historique
Marroca est initialement publiée dans la revue Gil Blas du 2 mars 1882, sous le pseudonyme de Maufrigneuse, puis dans le recueil Mademoiselle Fifi et dans quatre autres revues.  
Cette nouvelle a été inspirée par le déplacement de l’auteur en Afrique du Nord pendant l’été 1881, en tant qu’envoyé du journal Le Gaulois.

## Résumé
Le narrateur, en voyage en Algérie, écrit à un ami ses impressions sur le pays, il est en Kabylie, à Bougie dont le golfe est un des plus beaux endroits du monde, il a loué une petite maison mauresque et passe son temps en siestes, les femmes lui manquent.
Un jour, la chaleur étant trop forte, il va près du rivage, il y fait la connaissance de Marroca, une fille de colon espagnol, mariée à un fonctionnaire français. Les deux entretiennent bientôt une relation secrète et torride chez le narrateur, jusqu'au jour où elle lui demande de la rejoindre chez elle. 
Il hésite, refuse, mais après qu’elle a passé huit jours sans venir le voir, il cède à son caprice. Alors que les amants sont dans la chambre parentale, le mari tape à la porte, il doit se cacher sous le lit pendant que Marroca retire un objet d'un tiroir et le met près du lit. Elle va ensuite ouvrir à son mari, il avait oublié sa bourse et repart non sans avoir essayé de caresser Marroca qui reste insensible. 
A nouveau seuls, il reproche à sa maîtresse les risques encourus face à ce mari, qu'il décrit comme un colosse. Saisissant une hachette, qui n'était autre que l'objet qu'elle avait retiré du tiroir, elle déclare que si le mari l'avait trouvé, cela n'aurait constitué en rien un problème, car il ne se serait pas relevé, devant le regard éberlué du narrateur.

## Extraits
- Quand tu ne seras plus là, j’y penserai. Et quand j’embrasserai mon mari, il me semblera que ce sera toi.

## Édition française
- Marroca, Maupassant, contes et nouvelles, texte établi et annoté par Louis Forestier, Bibliothèque de la Pléiade, éditions Gallimard, 1974  (ISBN 978-2-07-010805-3).